# لندن جنوبی

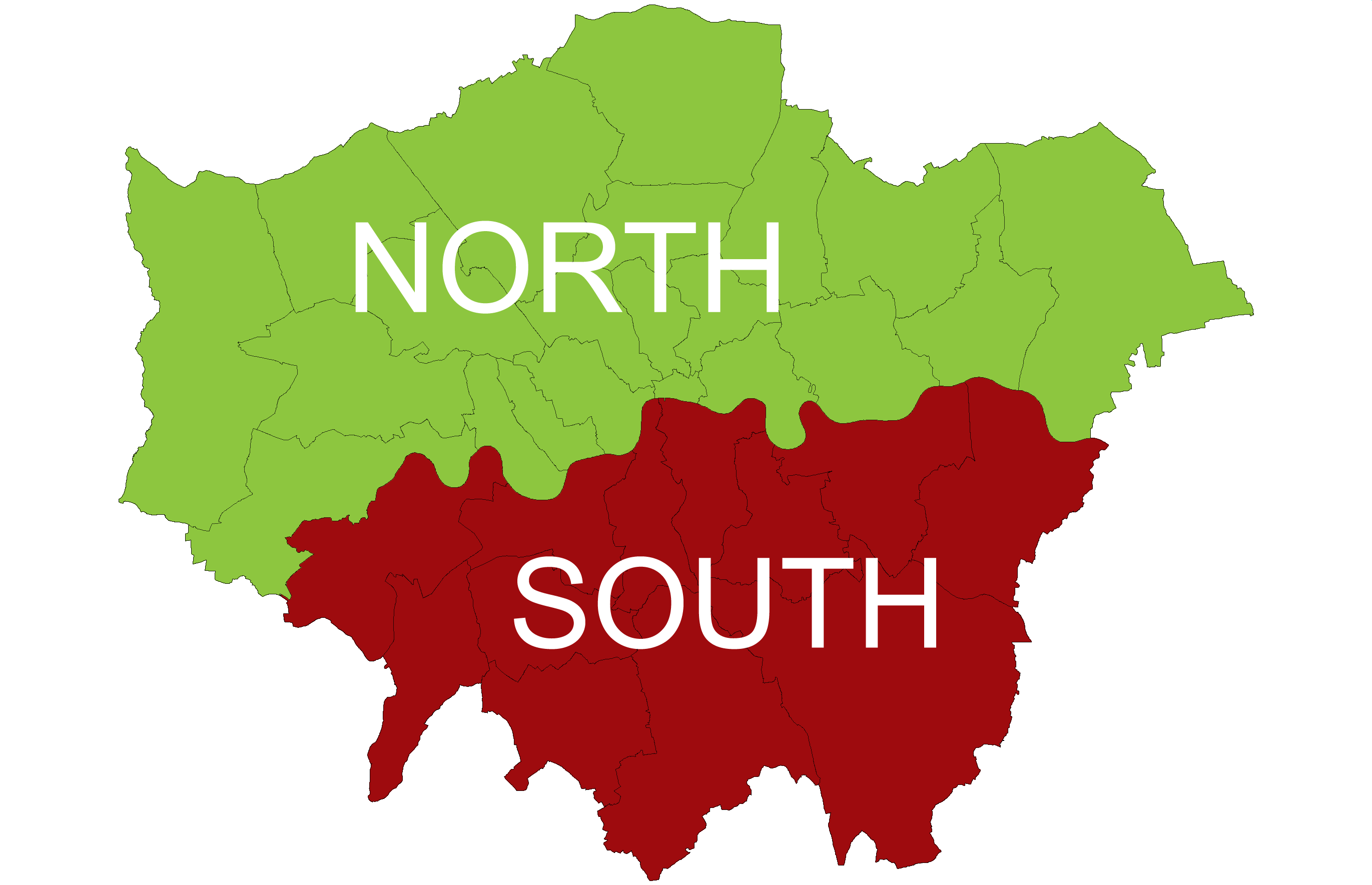
لندن جنوبی در تقسیم‌بندی شهر لندن، پایتخت انگلستان به دوبخش لندن شمالی و لندن جنوبی.

لندن جنوبی (به انگلیسی: South London) بخش جنوبی لندن، پایتخت انگلستان است. لندن جنوبی در جنوب رودخانه تیمز قرار دارد و لندن شمالی نیز در شمال رودخانه تیمز قراردارد. لندن جنوبی در تقسیم‌بندی لندن به پنج‌بخش لندن شمالی، لندن مرکزی، لندن شرقی، لندن غربی و لندن جنوبی نیز وجوددارد.